# Mihail Polendakov
 (avril 2025).
Mihail Yordanov Polendakov (en bulgare : Михаил Йорданов Полендаков), né le 5 juin 2007 à Sofia, est un footballeur bulgare qui évolue au poste de défenseur à Sheffield United.

## Biographie

### Carrière en club
Polendakov commence sa formation au DIT Sofia en 2013, avant de rejoindre l'académie du Septemvri Sofia en 2018. Le 30 octobre 2022, à seulement 15 ans, il fait ses débuts professionnels en championnat bulgare contre le Ludogorets Razgrad. Le 30 avril 2023, il signe son premier contrat professionnel avec le club, valable jusqu'en juin 2028.
Au cours de la saison 2024-2025, Polendakov devient un titulaire régulier sous la direction de Nikolay Mitov (en). Il est également sollicité pour des essais, notamment avec le Red Bull Salzbourg en janvier 2024.
Le 22 juillet 2025, il rejoint le club anglais de Sheffield United pour un montant non dévoilé.

### En sélection
Polendakov représente la Bulgarie en catégories jeunes. Il fait ses débuts avec les espoirs le 20 mars 2025 lors d'un match nul contre Chypre.